# Försvarsmaktens förtjänstmedalj (1995–2009)
Försvarsmaktens förtjänstmedalj är en svensk militär utmärkelse och medalj som instiftades av Försvarsmakten 1995. Utmärkelsen är en stridsutmärkelse men ingår inte i krigsdekorationerna. Den utdelades efter rekommendation av Överbefälhavaren. 
Guldmedalj kan tilldelas antingen för:
- utomordentligt personligt mod vilket räddat människoliv
- upprepade farofyllda insatser för räddande av människoliv eller för
- utomordentlig insats som på ett avgörande sätt gagnat Försvarsmakten
- utomordentliga insatser som gagnat Försvarsmakten.

Silvermedalj kan tilldelas för:
- farofylld insats för räddande av människoliv eller för
- utomordentlig insats som gagnat Försvarsmakten.

På medaljbandet anläggs ett rättuppstående svärd av guld respektive silver om medaljen tilldelats för personligt mod. Medaljen samt ett diplom tilldelades enskild som belöning för berömliga insatser vid tjänstgöring inom Försvarsmakten. Medaljen tilldelades vid Försvarsmakten anställd eller tjänstgörande personal.
Medaljen utdelas inte efter 2009-12-31 då den ersattes av Försvarsmaktens förtjänstmedalj. Medaljen bärs på bröstet i gult band med eller utan ett upprättstående svärd i guld eller silver fäst mitt på bandet. Medaljens åtsida visar Försvarsmaktens heraldiska vapen samt runt ytterkanten texten ”FÖR BERÖMLIGA INSATSER”. Frånsidan visar runt ytterkanten en lagerkrans samt mottagarens namn och årtal.

## Valörer
Medaljen finns i fyra valörer:
- I guld med svärd.
- I silver med svärd.
- I guld
- I silver

## Mottagare

### Medalj i guld med svärd
| Grad   | Namn               | Datum           | Kommentar                                                                                | Källa |
| ------ | ------------------ | --------------- | ---------------------------------------------------------------------------------------- | ----- |
| Fänrik | Kenneth Svensson   | 15 januari 1996 | Ytbärgare vid M/S Estonias förlisning 27 september 1994                                  | [ 1 ] |
|        | Alvar Älmeberg     | 13 juni 2004    | Pilot på den nedskjutna DC3:an 13 juni 1952, tilldelad postumt.                          | [ 2 ] |
|        | Gösta Blad         | 13 juni 2004    | Navigatör och signalist på den nedskjutna DC3:an 13 juni 1952, tilldelad postumt.        | [ 2 ] |
|        | Herbert Mattson    | 13 juni 2004    | Flygmekaniker på den nedskjutna DC3:an 13 juni 1952, tilldelad postumt.                  | [ 2 ] |
|        | Carl-Einar Jonsson | 13 juni 2004    | FRA, gruppledare på den nedskjutna DC3:an 13 juni 1952, tilldelad postumt                | [ 2 ] |
|        | Ivar Svensson      | 13 juni 2004    | FRA, telegrafist på den nedskjutna DC3:an 13 juni 1952, tilldelad postumt.               | [ 2 ] |
|        | Erik Carlsson      | 13 juni 2004    | FRA, telegrafist och rysk tolk på den nedskjutna DC3:an 13 juni 1952, tilldelad postumt. | [ 2 ] |
|        | Bengt Book         | 13 juni 2004    | FRA, telegrafist på den nedskjutna DC3:an 13 juni 1952, tilldelad postumt.               | [ 2 ] |
|        | Börje Nilsson      | 13 juni 2004    | FRA, telegrafist från Malmö på den nedskjutna DC3:an 13 juni 1952, tilldelad postumt.    | [ 2 ] |

### Medalj i silver med svärd
| Grad         | Namn                         | Datum           | Kommentar                                                                                          | Källa       |
| ------------ | ---------------------------- | --------------- | -------------------------------------------------------------------------------------------------- | ----------- |
| Kapten       | Roger Öhman                  | 15 januari 1996 | För att ha räddat livet på en värnpliktig som riskerats att sprängas av en handgranat.             | [ 3 ]       |
| Menige       | Fredrik Andersson            | 15 januari 1996 | För att räddat en soldat från en rasande hund.                                                     | [ 3 ]       |
| Kapten       | Göran Berg                   | 15 januari 1996 | För att räddat en soldat från en rasande hund.                                                     | [ 3 ]       |
| Värnpliktige | Daniel Apelgren              | 4 mars 1998     | För att ha räddat livet på en kamrat som fallit över bord från fartyget Styrbjörn.                 | [ 4 ] [ 5 ] |
| Major        | Mats Zieger (numera Walldén) | 22 juni 2000    | För att ha räddat livet på en värnpliktig som misslyckats med att kasta en skarpladdad handgranat. | [ 6 ]       |

### Medalj i guld
| Överskriftstext | Överskriftstext  | Överskriftstext  | Överskriftstext | Överskriftstext |
| --------------- | ---------------- | ---------------- | --- | --------------- |
|                 | Mikael Nordfeldt | 6 juni 2007      | Ytbärgare vid tredje helikopterskvadronen F 17, för insatser som ytbärgare när fartyget Finnbirch förliste den 1 november 2006. | [ 7 ] [ 8 ]     |
| Kapten          | Johan Melin      | 23 november 2007 | För insatser som ytbärgare när fartyget Finnbirch förliste den 1 november 2006.                                                 | [ 9 ] [ 8 ]     |

### Medalj i silver
| Överskriftstext | Överskriftstext    | Överskriftstext | Överskriftstext | Överskriftstext |
| --------------- | ------------------ | --------------- | --- | --------------- |
| Löjtnant        | Mårten Hjärtenfalk | 23 maj 2005     | MONUC Kongo FK01/02 Utomordentlig insats som gagnat Försvarsmakten genom att med rådighet och handlingskraftigt agerande, med prov på utomordentligt ledarskap och personligt engagemang, räddat livet på en hjärtsjuk svensk. | [ 10 ]          |